# 韓肇 (正德進士)
韓肇（？—？年），山西太原府代州人，軍籍。明朝政治人物。

## 生平
正德二年（1507年）丁卯科山西乡试舉人，九年（1514年）甲戌科三甲第三十二名進士，授山东诸城县知县。